# Euro Hockey Tour 2011/2012
Euro Hockey Tour 2011/2012 var den sextonde upplagan av Euro Hockey Tour. Lagen som deltog var följande: Tjeckien, Finland, Ryssland och Sverige. Liksom föregående år var en match utbruten från ordinarie spelplats och avgjordes på annan ort och i annat land.
Tjeckien vann sin första Euro Hockey Tour turnering sedan 1997/1998 och därigenom förstapriset på 75 000 euro för turneringssegern.

## Turneringar

### Karjala Tournament
Karjala Tournament 2011/2012 spelades 10-13 november 2011, i Helsingfors, Finland, med den utbrutna matchen Sverige mot Tjeckien i Örnsköldsvik, Sverige. Ryssland vann turneringen på åtta poäng, fyra poäng före tvåan Finland.

### Channel One Cup
Channel One Cup 2011/2012 spelades i Moskva, Ryssland, den 15 till 18 december 2011, med den utbrutna matchen Tjeckien - Sverige i Chomutov, Tjeckien. Sverige vann turneringen på sex poäng, en poäng före tvåan Tjeckien.

### Oddset Hockey Games
Oddset Hockey Games 2011/2012 spelades i Globen, Stockholm, Sverige, 9 - 12 februari 2012, med den utbrutna matchen Finland - Ryssland i Finland. Sverige vann denna turnering på sju poäng, två fler än tvåan Tjeckien.

### Kajotbet Hockey Games
Kajotbet Hockey Games 2011/2012 avgjordes 26 - 29 april 2012, i Tjeckien, med en utbruten match, Ryssland mot Finland, som spelades i Ryssland. Finland vann turneringen på åtta poäng, en poäng före Tjeckien.

## Tabell
| Lag      | S  | V | VÖ | FÖ | F | GM | IM | P  |
| -------- | -- | - | -- | -- | - | -- | -- | -- |
| Tjeckien | 12 | 5 | 2  | 1  | 4 | 31 | 29 | 20 |
| Finland  | 12 | 5 | 1  | 1  | 5 | 30 | 25 | 18 |
| Ryssland | 12 | 5 | 1  | 1  | 5 | 24 | 25 | 18 |
| Sverige  | 12 | 5 | 0  | 1  | 6 | 30 | 36 | 16 |

## Prissummor
Prissummorna för turneringarna Karjala Tournament, Channel One Cup, Oddset Hockey Games och Kajotbet Hockey Games var:
- 1:a plats 50 000 euro
- 2:a plats 30 000 euro
- 3:e plats 25 000 euro
- 4:e plats 15 000 euro

Euro Hockey Tour 2011/2012 års prissummor för slutställning efter fyra turneringar:
- 1:a plats 75 000 euro
- 2:a plats 30 000 euro
- 3:e plats 15 000 euro

Totalt vann Tjeckien 190 000 euro, Ryssland och Finland 140 000 var och Sverige 130 000 för säsongens insatser i Euro Hockey Tour 2011/2012.